# Kastell Oberscheidental
Das Kastell Oberscheidental war ein römisches Kohortenkastell der älteren Odenwaldlinie des Neckar-Odenwald-Limes. Das heutige Bodendenkmal befindet sich am südöstlichen Rand des Ortszentrums von Scheidental, einem Ortsteil der baden-württembergischen Gemeinde Mudau im Odenwald.

## Lage

Lageplan (Grabung 1895)

Grundriss und Schnitte (Grabung 1895)

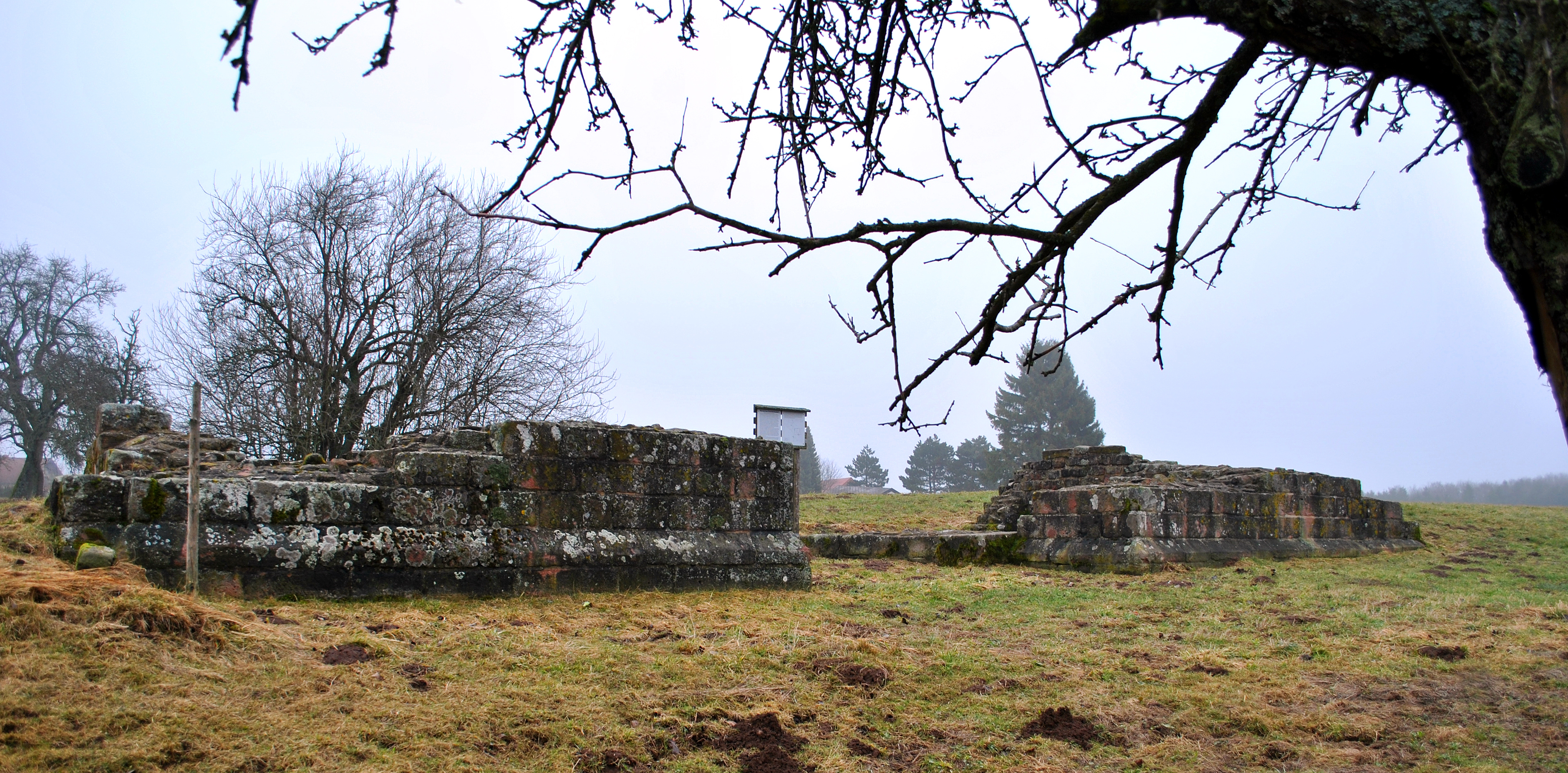
Außenansicht der Porta Principalis Dextra
(Zustand: Februar 2011)

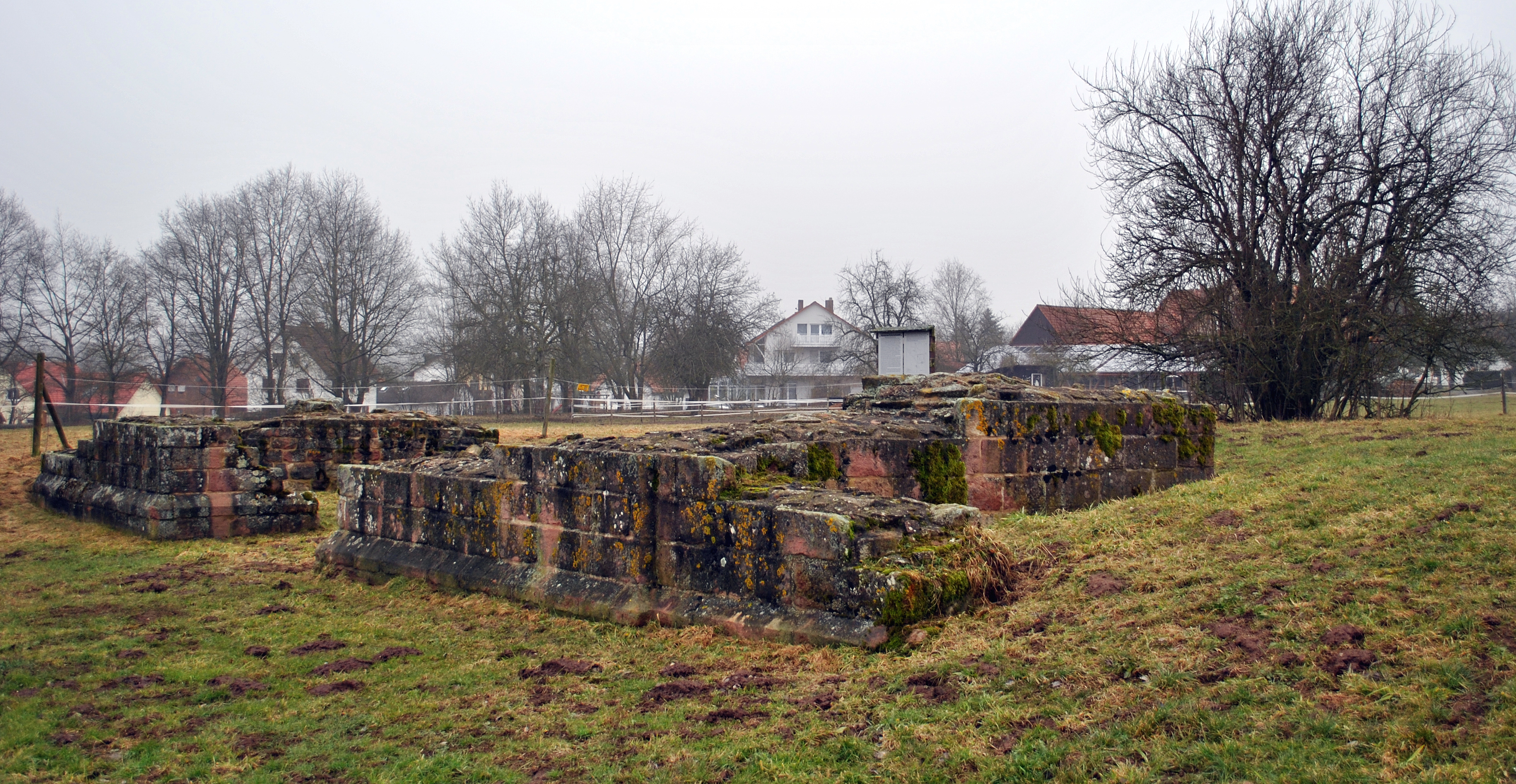
Außenansicht der Porta Principalis Dextra
(Zustand: Februar 2011)

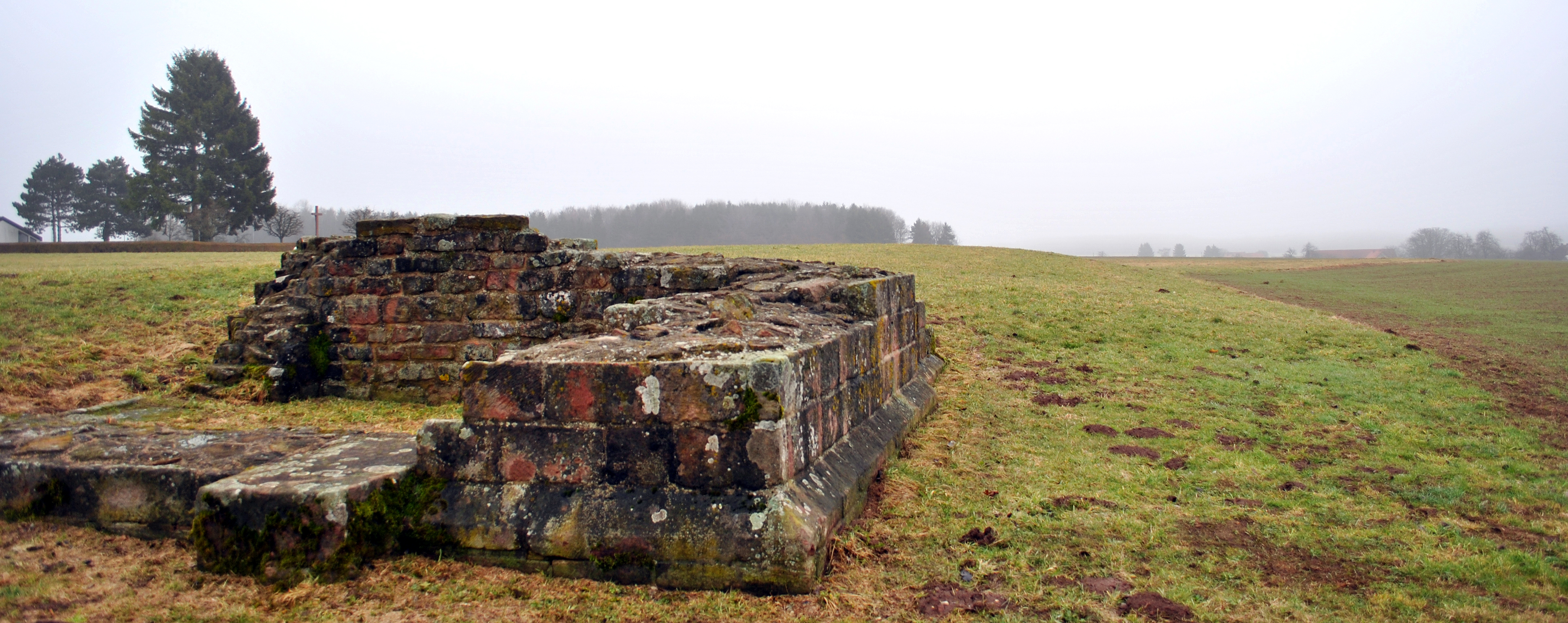
Rechter Turm der Porta Principalis Dextra und Geländestufe des Kastellareals
(Zustand: Februar 2011)

Das Höhenplateau, auf die Garnison stationiert war, bildet die Wasserscheide zwischen Main und Neckar. Es ist das Quellgebiet der Elz, des Galmbaches und des Reisenbaches, die zum Neckar fließen, und der dem Main zufließenden Teufelsklinge. In der antiken Topographie waren Elz und Teufelsklinge natürliche Verbindungen ins unbesetzte Germanien, während Galmbach und Reisenbach ins Innere des Imperiums führten. Während zur Absicherung der unbedeutenderen Teufelsklinge das Numeruskastell in Schloßau genügt haben mag, wurde zur Überwachung des breiteren und bequem zu passierenden Elztales möglicherweise die Kohorte in Scheidental als notwendig erachtet.
Im heutigen Ortsbild liegt das Kastell östlich des Ortskerns, im Gewann „Burgmauer“, einem nur im Westen teilweise bebauten Wiesengelände zwischen dem Ortskern und dem Friedhof, südlich der „Kastellstraße“. Die Prätorialfront (Vorderfront) grenzt an den Friedhof, die linke Seitenfront liegt unter der Straße nach Unterscheidental. Die Kastellthermen befinden sich etwa 41,50 m von der Südwestecke des Lagers entfernt, jenseits der „Eberbacher Straße“ (L 524).

## Forschungsgeschichte
Das Kastellareal war seit der ersten Hälfte des 19. Jahrhunderts als Fundort römischer Relikte bekannt. Erste Vermutungen über den militärischen Charakter äußerte 1863 der Altertumsverein Buchen. Es resultierten aus diesen Überlegungen jedoch keine praktischen Ausgrabungen, da man zu dieser Zeit, den Hypothesen Christian Ernst Hanßelmanns und Johann Friedrich Knapps folgend, den Limes auf einer von Schloßau über Mudau nach Osterburken verlaufenden Linie vermutete. Erst durch die Bemühungen des Privatgelehrten Karl Christ (1841–1927) und des Mannheimer Altertumsvereins wurde ab 1880 der Bereich südlich von Schloßau durch die hessisch-badische Limeskommission genauer untersucht. Dabei konnte bereits am 1. Juli 1880 das Kohortenkastell lokalisiert werden. Im Jahre 1883 erfolgten die ersten Ausgrabungen, 1886 die Restaurierung der Porta Principalis Dextra und weitere Untersuchungen im Kastellinneren. 1895 schließlich erfolgten die ergänzenden Ausgrabungen durch die Reichs-Limeskommission.

## Befunde

### Kastell

Porta principalis dextra und Mauerquerschnitt
(Grabung 1895)

Das Lager folgt dem üblichen Zeitschema der gesamten älteren Odenwaldlinie, war also von der trajanischen Zeit bis spätestens 159 belegt. Gegründet als Holz-Erde-Lager unter Trajan, in hadrianischer Zeit mit einer Trockenmauer und zwischen 140 und 150 mit einer Mörtelmauer versehen. Vermutungen, dass seine Ursprünge in domitianische Zeit zurückreichen könnten, ließen sich archäologisch nicht erhärten. Überhaupt konnte durch Ausgrabungen nur eine einzige Bauphase definitiv nachgewiesen werden. Dabei handelt es sich um ein aus dem regionstypischen Buntsandstein errichtetes Steinkastell von rund 2,1 ha Größe.
Das Kastell hatte einen annähernd rechteckigen Grundriss. Die Länge der Prätorialfront beträgt 134,5 m, die der Dekumatfront (rückwärtige Front) 137 m. Die nördliche Seitenflanke ist 152 m lang, die südliche 153 m. Die Ecken der Kastellmauer waren mit einem Radius von etwa 16 m abgerundet. Das Fundament der Wehrmauer war 1,60 m breit und bestand aus vermörtelten Buntsandsteinbrocken. Es ruhte auf einer mörtellosen Rollierschicht. Das aufgehende Mauerwerk sprang an der Innen- und an der Außenseite zurück und besaß eine Stärke von unten 1,30 m, oben 1,20 m. An den Eckrundungen war sie nach außen vorspringend bis zu 1,40 m mächtig. Sie war als Schalenmauerwerk konstruiert. Die Außenschalen bestanden aus sorgfältig gearbeiteten, horizontal geschichteten Steinquadern von 40 cm bis 65 cm Länge, 22 cm bis 25 cm Höhe und 20 cm bis 30 cm Tiefe. Im Kern fand sich nicht das erwartete Opus caementitium, sondern mit Kalkmörtel verbundener Sandsteinbruch.
Alle Kastellecken waren mit Türmen bewehrt, um das Kastell verlief ein anderthalb Meter tiefer und sechs Meter breiter Spitzgraben als Annäherungshindernis. Unmittelbar hinter der Kastellmauer befand sich ein 5,5 m bis 7,5 m breiter Erdwall, der den Wehrgang trug. An seinem Fuß war der Wall durch die rund 3,8 m breite via sagularis (Lagerringstraße) begrenzt. Von den vier ebenfalls mit Türmen versehenen Toren war die Porta Praetoria nach Osten hin, zum nur etwa 25 m entfernt verlaufenden Limes ausgerichtet. Die nach Süden weisende Porta principalis dextra war am besten erhalten, sie wurde freigelegt und konserviert.
Von der Innenbebauung konnten die Principia (Stabsgebäude) mit dem Fahnenheiligtum (Aedes oder Sacellum), ein kleines Badegebäude und, im südlichen Teil der Praetentura (vorderer Lagerbereich), ein weiteres, großes Gebäude lokalisiert werden. Die Principia bedeckten eine Fläche von 52,80 m mal 41,70 m, an ihrer Rückseite sprang das Fahnenheiligtum um 3,10 m aus der Mauerflucht hervor. Das Sacellum war rechteckig und bestand aus zwei verschiedenen Räumen. Eine Unterkellerung des Sacellums, wie sie für die Unterbringung der Truppenkasse üblich war, konnte in Oberscheidental nicht festgestellt werden. Der Innenhof der Principia war rund 21 m breit und durchgängig gepflastert. Das kleine „Badegebäude B“ bestand aus lediglich zwei Räumen und beinhaltete ein einzelnes Wasserbassin. Das große „Gebäude C“ nahm eine Fläche von 10,80 m mal 20,41/20,75 m in Anspruch. Aufgrund der dort gehäuft vorkommenden Kulturabfälle handelt es sich vermutlich um ein Wohngebäude, das als Praetorium (Wohnhaus des Kommandanten) angesprochen wurde. Aber auch ein Horreum (Getreidespeicher) ist an dieser Stelle des Lagers nicht auszuschließen.

### Thermen, Vicus und Gräberfelder
Westlich des Lagers fanden sich Spuren des Kastell-Vicus (Zivildorf), das Kastellbad befand sich 41,50 m südwestlich der Südwest-Ecke des Lagers. Seine südöstliche Ecke ist in der ersten Hälfte des 19. Jahrhunderts beim Bau der Straße nach Eberbach vollständig zerstört worden. Der Grundriss der Thermen konnte jedoch bei den Untersuchungen durch die Reichs-Limeskommission noch vollständig dokumentiert werden. Die Anlage beanspruchte eine Fläche von 20,40 m (Nordseite) mal 34,35 m (Ostseite).

## Belegung

Ziegelstempel der
COH(ors) III DAL(matarum),
Kastellfund 1895

Dem Auxiliartruppen-Kastell Oberscheidental konnten zwei verschiedene, zeitlich aufeinander folgende Kohorten (also jeweils etwa 480 Mann) eindeutig zugeordnet werden. Zunächst lag hier die Cohors III Delmatarum (3. dalmatische Kohorte), die um 88/89 in Obergermanien stationiert worden und über Zwischenaufenthalte in Rottweil (Arae Flaviae) und Wiesbaden (Aquae Mattiacorum) nach Oberscheidental gelangt war. Als man sie um 120 ins Kastell Rückingen am Wetterau-Limes verlegte, wurde sie durch die Cohors I Sequanorum et Rauracorum equitata (1. teilberittene Kohorte der Sequaner und Rauracer) ersetzt. Letztere wurde um 159 mit der Verschiebung des Limes nach Osten ins Kastell Miltenberg-Altstadt kommandiert.

## Erhaltungszustand
Von dem Kastell sind noch deutliche Spuren im Gelände zu sehen, die konservierte Porta principalis dextra liegt offen. Vom Vicus und vom Kastellbad ist hingegen nichts mehr wahrnehmbar. Beide dürften durch neuzeitliche Bebauung, namentlich durch den Bau der Straße nach Eberbach stark gestört sein.

## Limesverlauf zwischen dem Kastell Oberscheidental und dem Kleinkastell Robern
Von Robern bis zur nächsten römischen Fortifikation, dem Kleinkastell Robern, behält der Limes seine schnurgerade Ausrichtung in annähernd südliche Richtung bei. Dabei passiert er zwei vermutete und drei gesicherte Turmstellen. Diese Teilstrecke, die durch bewaldete und landwirtschaftlich genutzte Flächen verläuft, bewegt sich bis zum Wp 10/46 weiterhin auf einem Plateau mit nur geringen Höhenschwankungen (zwischen 509 m ü. NHN beim Wp 10/43 und 529 m ü. NHN beim Wp 10/44). Ab dem Wp 10/46 (517 m ü. NHN) fällt sie dann um 75 Meter zum Kleinkastell Robern ab.
| ORL           | Name/Ort                   | Beschreibung/Zustand |
| ------------- | -------------------------- | --- |
| ORL 52        | Kastell Oberscheidental    | siehe oben |
| Wp 10/43      | „Am Neckarweg“             | Vermutete, aber nicht archäologisch nachgewiesene Turmstelle. |
| Wp 10/44      | „Hönen- oder Heunenbuckel“ | 1880 von Wilhelm Conrady und erneut 1895 von Karl Schumacher untersuchter Schutthügel eines Steinturms mit Seitenlängen von 8,10 m mal 8,30 m. Rund 15 Meter nördlich des Steinturms befindet sich eine neun Meter durchmessende, rundliche Erhebung, die eine Holzturmstelle vermuten lässt, die aber bisher nicht nachgewiesen werden konnte. |
| Wp 10/45      | „Im Weißmauerfeld“         | Bereits Mitte des 19. Jahrhunderts ausgebrochene Steinturmstelle. Zuletzt konnten 1970 von Dietwulf Baatz noch ein flacher Hügel und vereinzelte römische Steinquader festgestellt werden. |
| Wp 10/46      | „Auf dem Dreispitz“        | Noch von Johann Philipp Dieffenbach (1786–1860) verzeichnete, aber bereits in den 1850er Jahren ausgebrochene Steinturmstelle. Fundort einer auf das Obergermanische Heer verweisenden Steininschrift. 1895 von der Reichs-Limeskommission eingemessen.                                                                                         |
| Wp 10/47      | „Im Gewann Schlagfeld“     | Aufgrund von Funden einzelner Steine vermutete, aber nicht archäologisch untersuchte Turmstelle. |
| Wp 10/48 = KK | Kleinkastell Robern        | siehe Hauptartikel Kleinkastell Robern |

## Denkmalschutz
Das Kastell Oberscheidental und die erwähnten Bodendenkmale sind geschützt als Kulturdenkmale nach dem Denkmalschutzgesetz des Landes Baden-Württemberg (DSchG). Nachforschungen und gezieltes Sammeln von Funden sind genehmigungspflichtig, Zufallsfunde an die Denkmalbehörden zu melden.